# Фонсека, Линдси
Линдси Мари Фонсека (англ. Lyndsy Marie Fonseca; род. 7 января 1987, Окленд, Калифорния) — американская актриса.

## Биография
Линдси Мэри Фонсека родилась 7 января 1987 года в Окленде, штат Калифорния. Имеет португальские корни. Росла сначала в Аламеде, а затем Морага, штат Калифорния. Она участвовала в International Modeling & Talent Association (IMTA), где она заняла второе место как «Молодая Танцовщица Года». Там её заметил актёрский агент, и она сразу переехала в Лос-Анджелес. Её первой известной ролью стала Коллин Карлтон в сериале «Молодые и дерзкие», которую она играла в течение трёх лет. После «Молодых и дерзких» она часто снималась на ТВ и в фильмах. Играла роль Дилан Мейфеир в телесериале «Отчаянные домохозяйки». Широкую известность ей принесла роль в фильме «Пипец» (2010). Играла одну из главных ролей в сериале «Никита» на американском телеканале The CW. В 2010 году была признана 62 в списке 100 популярных женщин планеты по версии журнала «Maxim».
Линдси очень хорошо танцует и в своё свободное время, когда она не снимается в фильмах и ТВ, занимается в классе по танцам. Линдси также увлекается музыкой, футболом, роликами и лыжами.

## Личная жизнь
В 2009—2013 годы Линдси была замужем за продюсером Мэттью Смайли.
С 2 октября 2016 года Линдси замужем во второй раз за актёром Ноа Бином, с которым она встречалась 4 года до их свадьбы. 2 февраля 2018 года у пары родилась дочь — Грета Лилия Бин. 20 июня 2022 года родилась дочь Эвелин Эстелла Бин.

## Избранная фильмография
| Год       |    | Русское название                      | Оригинальное название            | Роль              |
| --------- | -- | ------------------------------------- | -------------------------------- | ----------------- |
| 2001—2005 | с  | Молодые и дерзкие                     | The Young and the Restless       | Колин Карлтон     |
| 2003      | с  | Бостонская школа                      | Boston Public                    | Дженн Карделл     |
| 2004      | с  | Малкольм в центре внимания            | Malcolm in the Middle            | Оливия            |
| 2004      | с  | Полиция Нью-Йорка                     | NYPD Blue                        | Мэдисон Бернштайн |
| 2005      | ф  | Без их согласия                       | I Do, They Don't                 | Сэнди Барбер      |
| 2005      | ф  | Кибер-обольщение: Его секретная жизнь | Cyber Seduction: His Secret Life | Эми               |
| 2005      | ф  | Обыкновенные чудеса                   | Ordinary Miracles                | Салли Пауэлл      |
| 2005—2014 | с  | Как я встретил вашу маму              | How I Met Your Mother            | дочь Теда Мосби   |
| 2006      | с  |                                       | Waterfront                       | Аннабель Маркс    |
| 2006      | ф  | Скарлетт                              | Scarlett                         | Кейси             |
| 2006      | ф  | Интеллектуальная собственность        | Intellectual Property            | Дженни            |
| 2006      | с  | Фил из будущего                       | Phil of the Future               | Кристи            |
| 2006—2009 | с  | Большая любовь                        | Big Love                         | Донна             |
| 2007      | с  | Рядом с домом                         | Close to Home                    | Джессика Конлон   |
| 2007      | с  | C.S.I.: Место преступления            | CSI: Crime Scene Investigation   | Меган Купер       |
| 2007      | с  | Доктор Хаус                           | House                            | Эдди              |
| 2007      | ф  | Ошеломление                           | The Beautiful Ordinary           | Доун              |
| 2007      | с  | Герои                                 | Heroes                           | Эйприл            |
| 2007—2009 | с  | Отчаянные домохозяйки                 | Desperate Housewives             | Дилан Мейфеир     |
| 2008      | ф  | Золотой час Остина                    | Austin Golden Hour               | Вергилия Лэйн     |
| 2009      | ф  | Рыбный аквариум                       | The Fish Tank                    | Джесси            |
| 2010      | ф  | Пипец                                 | Kick-Ass                         | Кэти Дома         |
| 2010—2013 | с  | Никита                                | Nikita                           | Алекс             |
| 2010      | ф  | Машина времени в джакузи              | Hot Tub Time Machine             | Дженни            |
| 2010      | ф  | Палата                                | The Ward                         | Айрис             |
| 2011      | ф  | Форт Маккой                           | Fort McCoy                       | Анна Геркей       |
| 2011      | тф | Пять                                  | Five                             | Шейен             |
| 2013      | ф  | Пипец 2                               | Kick-Ass 2: Balls to the Wall    | Кэти Дома         |
| 2015      | ф  |                                       | Moments of Clarity               | Даниэль           |
| 2015—2016 | с  | Агент Картер                          | Agent Carter                     | Энджи Мартинелли  |
| 2015—2016 | с  | Дедушка поневоле                      | Grandfathered                    | Фрэнки            |
| 2016      | ф  | Эскорт                                | Escort                           | Нэтали            |
| 2017      | ф  | Разлом времени                        | Curvature                        | Хелен             |
| 2021      | с  | Тёрнер и Хуч                          | Turner & Hooch                   | Лора Тёрнер       |

## Номинации и награды
- 2008 — номинация на премию Гильдии киноактёров США «Лучший актёрский состав в комедийном сериале» («Отчаянные домохозяйки»).
- 2009 — номинация на премию Гильдии киноактёров США «Лучший актёрский состав в комедийном сериале» («Отчаянные домохозяйки»).
- 2010 — номинация на премию «Scream Award» «Breakout Performance — Female» («Пипец»).
- 2011 — номинация на премию «Teen Choice Award» «Choice TV Actress: Action» («Никита»).
- 2012 — номинация на премию «Teen Choice Award» «Choice TV Actress: Action» («Никита»).
- 2013 — номинация на премию «Teen Choice Award» «Choice TV Actress: Action» («Никита»).